# Luft
Luft (polska forma żeńska: Luft/Luftowa; liczba mnoga: Luftowie) – niemieckie nazwisko. W polskim tłumaczeniu oznacza ono "Powietrze". Na początku lat 90. XX wieku w Polsce nosiło je 127 osób.

## Znani Luftowie
- Bogumił Luft – dyplomata, publicysta, brat Krzysztofa
- Krzysztof Luft (ur. 5.01.1958 w Warszawie) – aktor, dziennikarz i prezenter TVP, Rzecznik Prasowy rządu Jerzego Buzka, właściciel firmy Public Relations, brat Bogumiła
- Mirosław Luft (ur. 15 czerwca 1947 w Radomiu) – doktor habilitowany, profesor nadzwyczajny, rektor Politechniki Radomskiej od września 2005.
- Monika Luft z domu Szatyńska (ur. 6 maja 1964 w Warszawie) – dziennikarka, prezenterka telewizyjna i publicystka.
- Stanisław Luft (ur. 1924 w Kolnie zm. 2020 w Warszawie) – lekarz reumatolog, doktor habilitowany, profesor nauk medycznych, wieloletni pracownik Instytutu Reumatologii w Warszawie. Ojciec Krzysztofa i Bogumiła